# 明城站
明城站（原站名小城子站），位于中华人民共和国吉林省吉林市磐石市明城镇，是沈吉铁路上的火车站，建于1929年，由沈阳铁路局管辖。

## 車站周邊
- 明城客运站
- 磐石市地方税务局明城分局
- 中国邮政储蓄银行明钢邮政支局
- 中国邮政储蓄银行明城邮政支局
- 中国农业银行明城营业所
- 明城国税局

## 歷史
- 建于1929年。

## 外部連結
- 中国铁路客户服务中心 （页面存档备份，存于）